# Prowincja Nahouri
Prowincja Nahouri – jedna z 45 prowincji w Burkina Faso.
Ma powierzchnię ponad 3,7 tys. km². W 2006 roku mieszkało w niej 155,5 tysiąca ludzi. W 1996 roku na jej terenach zamieszkiwało niespełna 120 tysięcy mieszkańców.